# Cubnezais
Cubnezais ist eine französische Gemeinde mit 1.877 Einwohnern (Stand: 1. Januar 2022) im Département Gironde in der Region Nouvelle-Aquitaine. Sie gehört zum Arrondissement Blaye und zum Kanton Le Nord-Gironde. Die Einwohner werden Cubnezais genannt. 

## Geografie
Cubnezais liegt etwa 25 Kilometer nordnordöstlich von Bordeaux und 20 Kilometer südöstlich von Blaye. Umgeben wird Cubnezais von den Nachbargemeinden Cézac im Westen und Norden, Marsas im Osten, Gauriaguet im Südosten und Süden sowie Peujard im Süden. 

## Bevölkerungsentwicklung
| Jahr                       | 1962 | 1968 | 1975 | 1982 | 1990 | 1999 | 2010 | 2020 |
| Einwohner                  | 490  | 481  | 531  | 832  | 1045 | 1049 | 1324 | 1726 |
| Quellen: Cassini und INSEE |      |      |      |      |      |      |      |      |

## Sehenswürdigkeiten
- Kirche Saint-Martin aus dem 12. Jahrhundert, Monument historique seit 1925

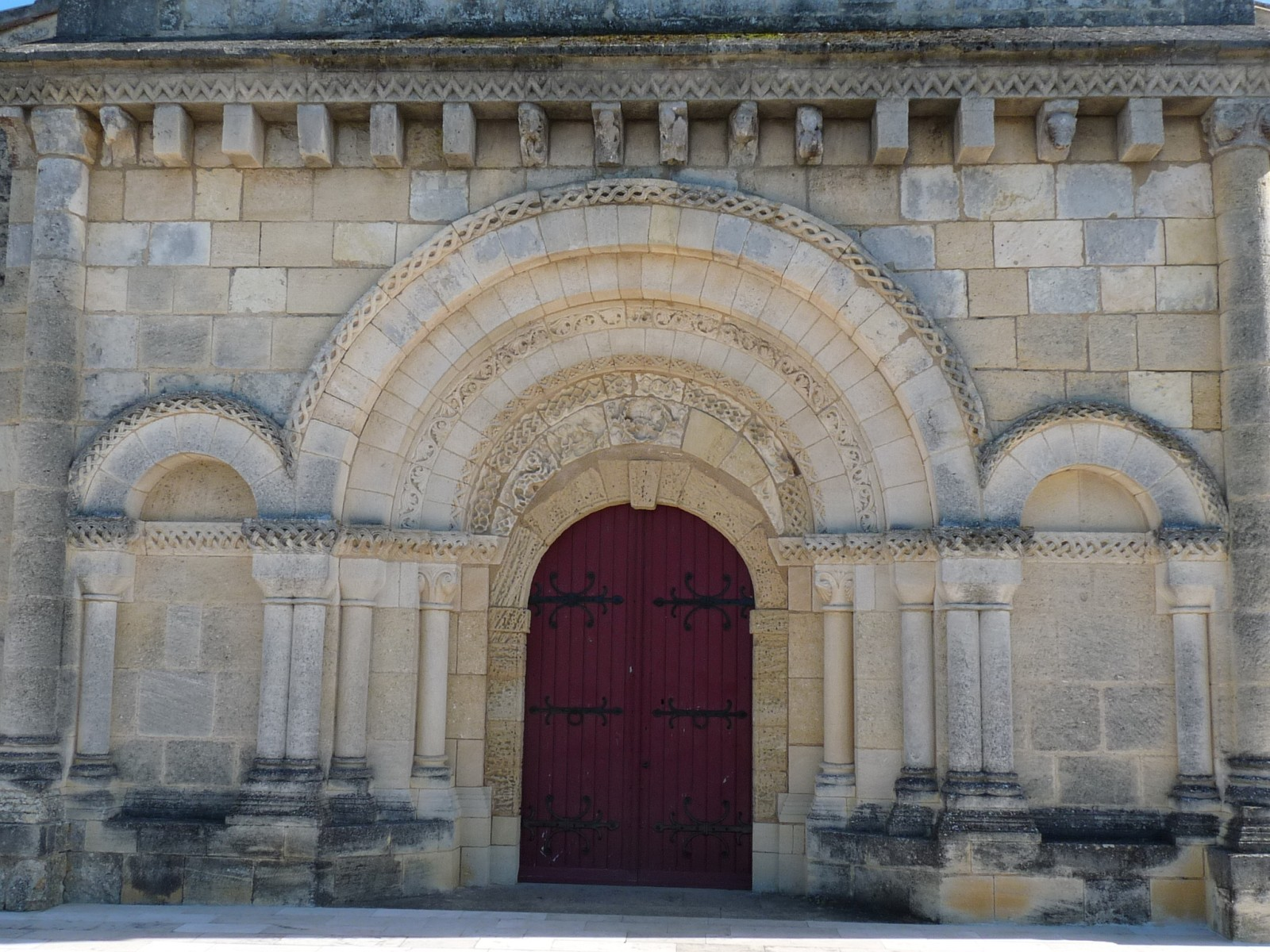
Portal der Kirche Saint-Martin